# Pedro Júnior
Pedro Souza Catingueiro Junior (Grajaú, 29 de março de 1970) é um empresário, agropecuarista e político brasileiro filiado ao Partido Liberal (PL). Foi deputado federal suplente por Tocantins, exercendo o mandato de 20 de junho de 2024 até 18 de outubro de 2024, durante o afastamento do titular Eli Borges.

## Carreira política
Nas eleições de 2022, Pedro Júnior foi candidato a deputado federal por Tocantins e obteve 8.194 votos, ficando como primeiro suplente pelo PL.
Assumiu o mandato de deputado federal em 20 de junho de 2024, em substituição a Eli Borges, titular da cadeira pelo PL, que se licenciou por quatro meses. Permaneceu no cargo até 18 de outubro de 2024, quando o deputado retornou ao exercício do mandato.

## Atuação parlamentar
Durante seu mandato na Câmara dos Deputados, Pedro Júnior integrou a Comissão de Agricultura, Pecuária, Abastecimento e Desenvolvimento Rural como titular e a Comissão de Constituição e Justiça e de Cidadania como suplente. Também foi membro titular da Bancada Negra da Câmara dos Deputados.

## Vida pessoal e trajetória
Natural de Grajaú, no Maranhão, Pedro Júnior mudou-se ainda na infância para o estado do Tocantins, estabelecendo-se na região do Bico do Papagaio. Empresário nos setores de hotelaria, construção civil e agronegócio, reside em Araguatins e é conhecido por sua atuação no desenvolvimento econômico da região.